# Mimas ulmi
Mimas ulmi är en fjärilsart som beskrevs av Max Bartel 1900. Mimas ulmi ingår i släktet Mimas och familjen svärmare. Inga underarter finns listade i Catalogue of Life.